# Козаришче
Козаришче (словен. Kozarišče) је насељено место у општини Лошка Долина, Приморско-нотрањска регија, Словенија.

## Историја
До територијалне реорганизације у Словенији било је у саставу старе општине Церкница.

## Становништво
У попису становништва из 2011. године, Козаришче је имало 262 становника.
| Број становника према пописима | Број становника према пописима | Број становника према пописима |
| ------------------------------ | ------------------------------ | ------------------------------ |
| 1991                           | 2002                           | 2011                           |
| 245                            | 241                            | 262                            |

## Галерија
- табла на улазу
- улаз у насеље
- пејзаж
- дворац „Снежник”.